# Antonin Proust
Pour les articles homonymes, voir Proust (homonymie).

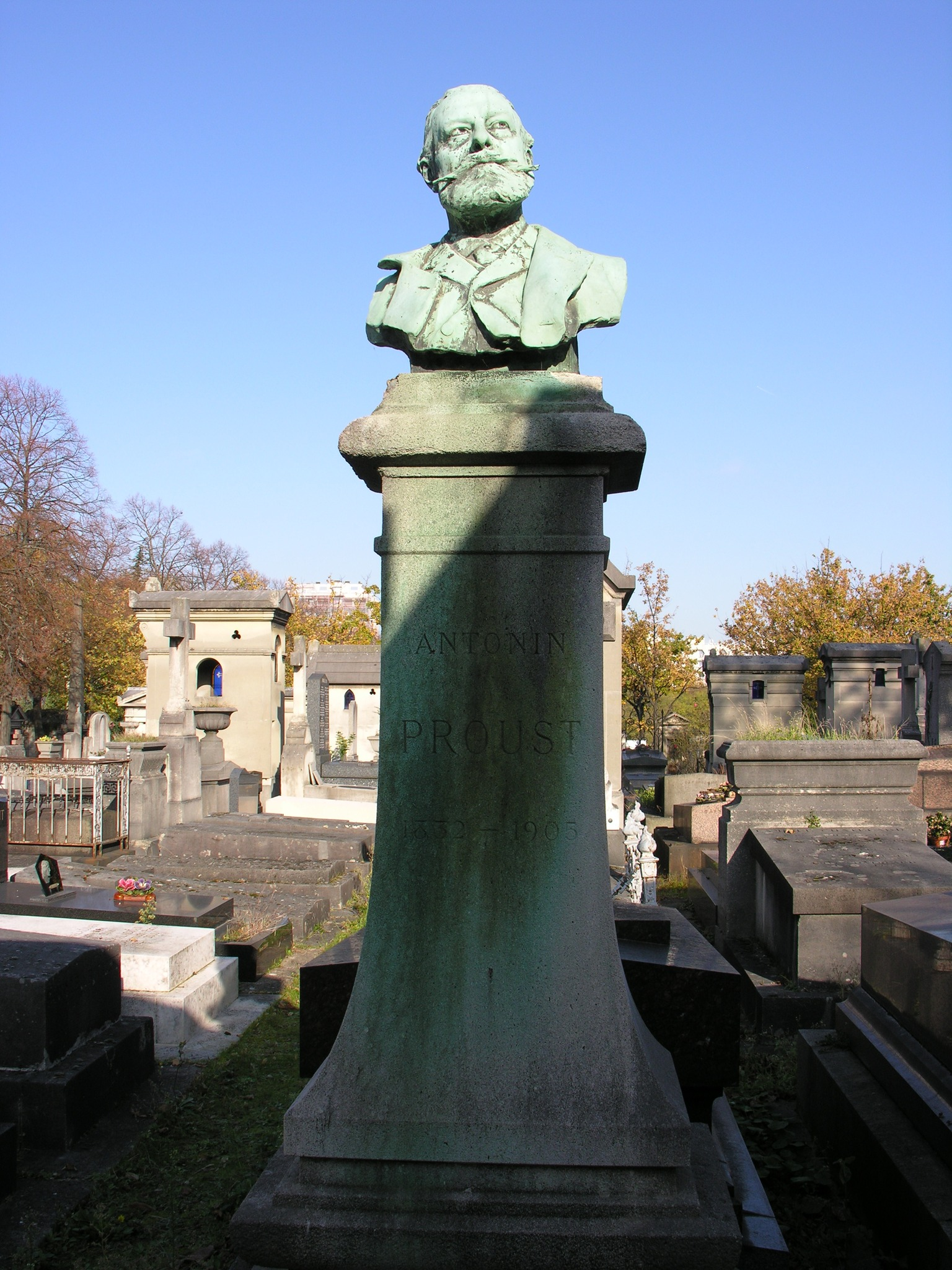
Vue de la sépulture au cimetière du Montparnasse.

Antonin Proust, né le 10 mars 1832 à Niort et mort le 22 mars 1905 dans le 17e arrondissement de Paris, est un journaliste et homme politique français, artiste, critique d'art, collectionneur, commissaire d'expositions, connu pour avoir été le premier « ministre de la Culture » de la République, en qualité d'éphémère ministre des Arts, fonction créée par Léon Gambetta.

## Biographie
Antonin Proust, fils de Théodore-Bara Proust, est issu d'une famille de riches notables niortais et s'oriente d'abord vers la peinture sous l'influence de son camarade d'enfance Édouard Manet, qu'il a connu au collège Rollin, et entre avec lui dans l'atelier de Thomas Couture, où il rencontrera notamment Puvis de Chavanne.
Il se tourne ensuite vers le journalisme, en collaborant notamment au Courrier du dimanche (sous le pseudonyme d'Antonin Barthélemy) ou en fondant La Semaine universelle, puis entre en politique à l'instar de plusieurs membres de sa famille.

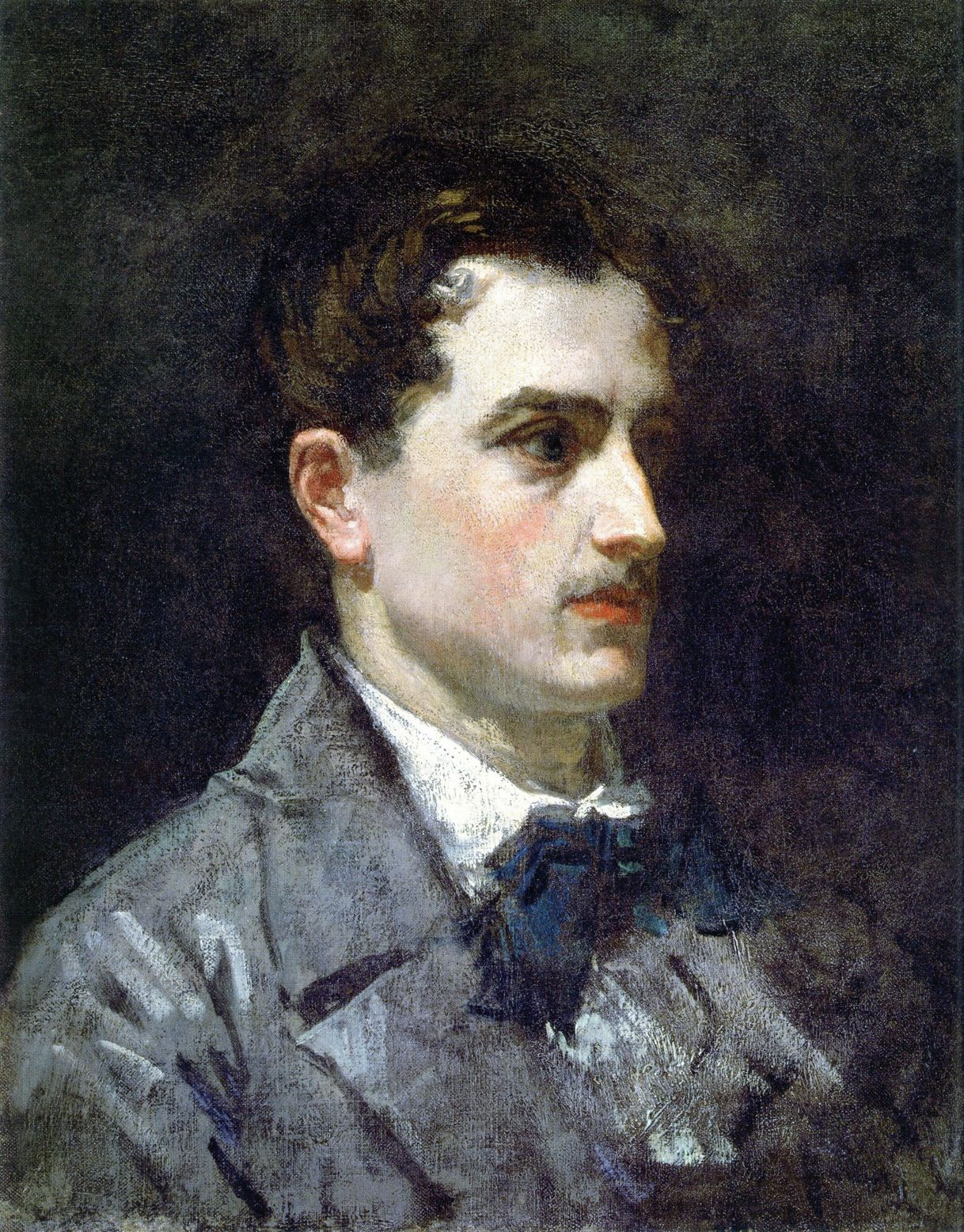
Portrait d'Antonin Proust,
Édouard Manet, 1855-1856,
Galerie nationale de Prague.

Dans sa jeunesse, en 1857-1858, il fait un voyage au mont Athos et publie ses souvenirs et le récit de son périple en 1860, 1862 et 1863 dans la revue Le Tour du monde.
Président du Conseil Général des Deux-Sèvres de 1877 à 1882, député républicain du département des Deux-Sèvres  de la Troisième République, de 1876 à 1893, il est, lors de crise du 16 mai 1877, l'un des signataires du manifeste des 363. Il fonde les journaux La Semaine universelle (1864) et La République française (1871), et devient le secrétaire personnel de l'homme politique Gambetta, qui, parvenu au Pouvoir en 1881, forme son éphémère « Grand Ministère » (novembre 1881-janvier 1882) et nomme son ami au nouveau poste de Ministre des Arts.
En 1880 il est nommé président de l’Union centrale des Arts décoratifs, fonction qu'il exerce jusqu'en janvier 1891.
Il est élu maire de Niort en 1881, fonction occupée par plusieurs membres de sa famille avant lui.
En tant que député, maire de Niort et président du Conseil Général des Deux-Sèvres, il obtient le transfert de l'École d'Application de l'Infanterie du camp d'Avord à Saint-Maixent, qui prendra ensuite le nom de Saint-Maixent-l'École.
En 1882 Proust fonde l'École du Louvre.
Rodin fit son buste (bronze) en 1884.
En 1884, l'exposition La Terre, la Pierre et le Verre organisée par l'Union Centrale des Arts Décoratifs comprenait une petite buire en émail portant une inscription d'Émile Gallé destinée à convaincre Proust, président de la Commission des Monuments historiques, de surseoir à la démolition de la porte Saint-Georges de Nancy.
En 1888, le peintre suédois Anders Zorn fait le portrait reproduit ci-contre.
En 1889, il est commissaire de l'Exposition universelle de Paris (centenaire de la Révolution) ; organisateur à ce titre de l'Exposition centennale de l'art français, où ont été présentées quatorze toiles de Manet, dont la « scandaleuse » Olympia prêtée par sa veuve. Il exprime certaines réticences et déclare ne pas aimer cette œuvre[réf. nécessaire], qui, un an plus tard, entre par décret dans les collections du musée du Luxembourg.
Il a été proche du grand collectionneur Gustave Dreyfus et du galeriste Georges Petit, avec lequel il se porta acquéreur en 1889 de L'Angélus de Millet pour plus d'un demi million de francs-or.
En 1890, il est l'un des membres d'honneur de la Société nationale des beaux-arts.
Il participe à la publication des "Types de Paris" .
Fin 1891, Proust prend l'initiative, avec un groupe d'amateurs, d'acheter afin de l'offrir à l'État pour le musée du Luxembourg, le chef-d’œuvre de Whistler l'Arrangement en gris et noir, portrait de la mère de l'artiste (1871, Paris, musée d'Orsay) dont le peintre demandait le prix élevé de 75 000 francs. À la suite d'une intervention du député Georges Clemenceau, désireux de voir cette œuvre rester en France, il la cède finalement à l'État pour 4 000 francs (arrêté d'acquisition du 30 novembre 1891), geste qui lui a offert « un second souffle décisif ».
Nommé directeur général de l’exposition artistique française de Chicago en 1893, il démissionne en décembre 1892 à cause de sa mise en accusation dans le scandale de Panama où on lui reprochera d'avoir touché un chèque de 20 000 F de la part de la compagnie du Canal de Panama.  Il sera finalement acquitté en 1893.
Au mois de mars 1905, souffrant d'une maladie incurable, il se tire une balle dans la tête et meurt deux jours plus tard ; il a été prétendu que la cause réelle en était, outre un possible traumatisme psychologique à la suite de cette affaire, une querelle avec sa maîtresse la danseuse Rosita Mauri, chez qui il dînait deux jours auparavant.
Son buste en marbre posé sur un haut piédestal à une extrémité des allées Jacques-Fouchier à Saint-Maixent-l'École (Deux-Sèvres) fait face à celui de Gambetta ; illustration d'une tenace vindicte locale — et peut-être d'une certaine jalousie sociale — à son endroit, le lendemain de l'inauguration du monument ce buste fut coiffé d'un panama.

### Indéfectible ami de Manet

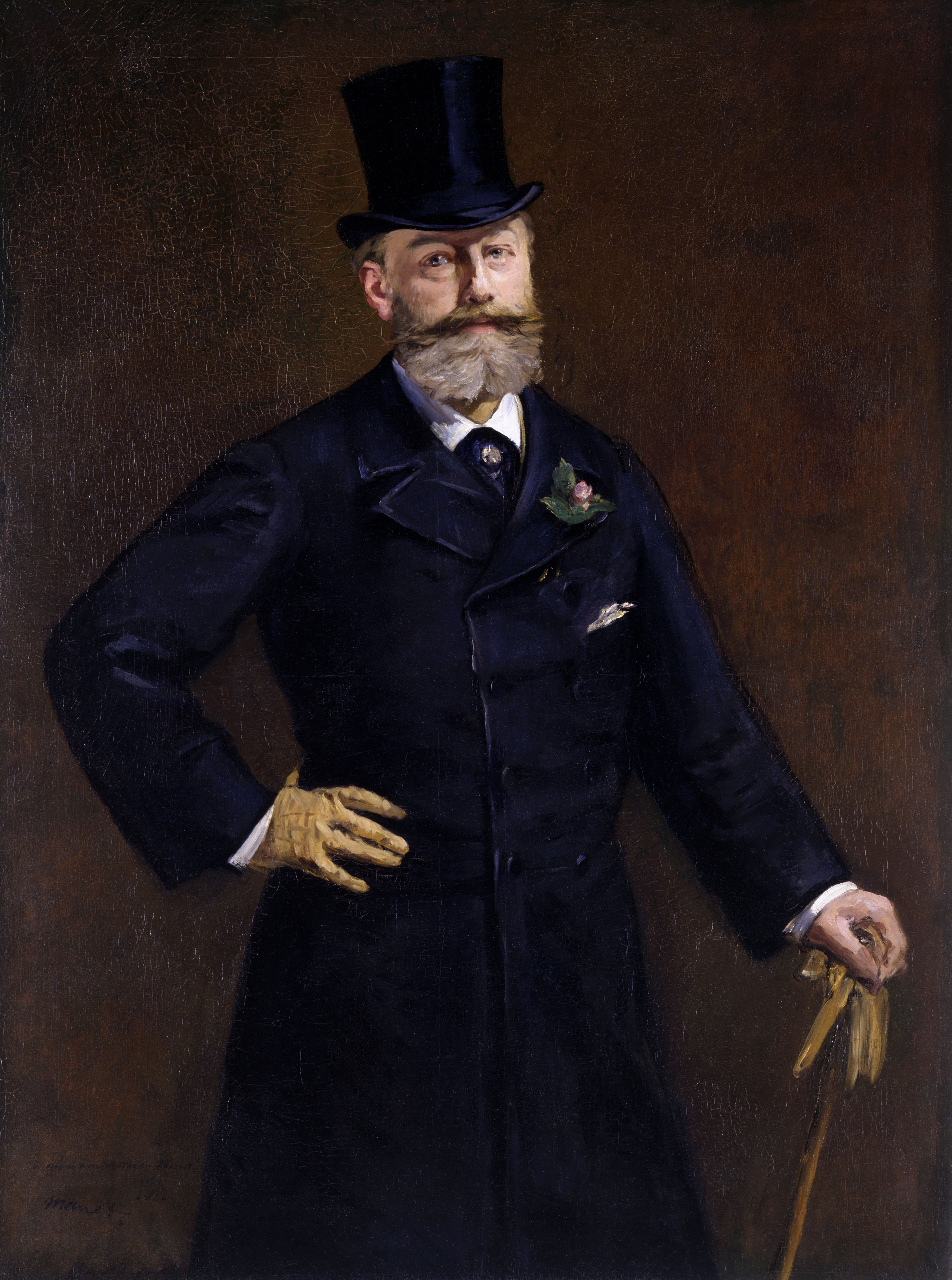
Antonin Proust,
portrait par Édouard Manet (1880).

La fin de sa vie est essentiellement consacrée à rendre hommage à son ami Manet qui a réalisé de lui plusieurs portraits y compris dans leur jeunesse, et celui en pied, en parfait dandy en redingote, chapeauté, ganté, fleur à la boutonnière, s'appuyant sur une canne (1880, Toledo Museum of Art)-(1869-1928) ; un autre (Musée Pouchkine, Moscou) fut acquis par le collectionneur Ivan Ivanovitch Chtchoukine (1869-1908), frère cadet du collectionneur Sergueï Chtchoukine, installé à Paris en 1893, qui le revendit à Ilia Ostroukhov ; Antonin Proust organise en 1884 une importante exposition rétrospective sur la carrière du peintre, puis publie un recueil de souvenirs portant notamment sur leurs années communes passées au collège Rollin.

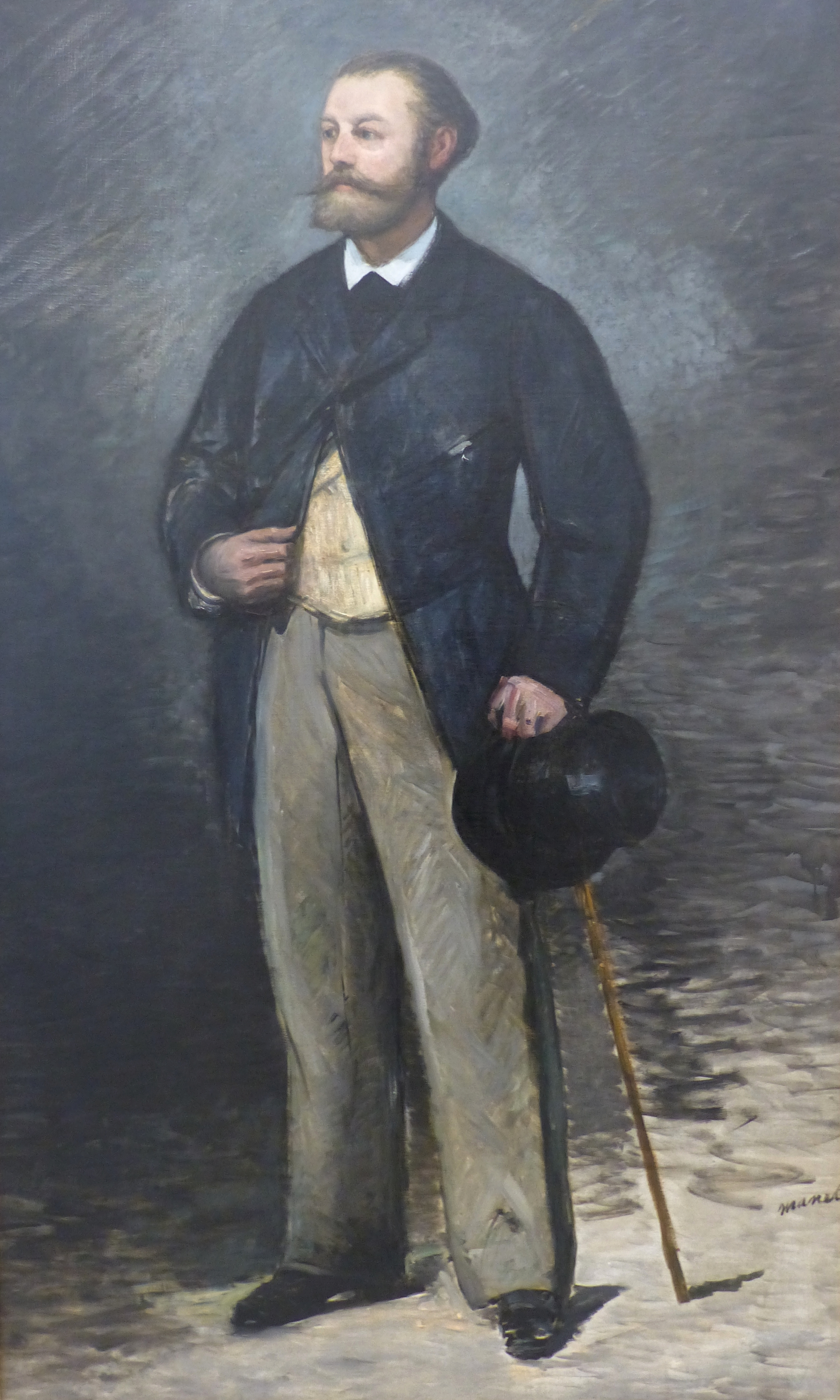
Portrait d'Antonin Proust, par Édouard Manet (1881). Musée Fabre, Montpellier.

En 1882, devenu ministre des Beaux-Arts, il le propose à la Légion d'honneur et lui commande des allégories des Saisons, mais Manet, qui meurt l'année suivante, ne peut réaliser que Le Printemps et L'Automne, où figure l'actrice Anne-Rose Louviot (1849-1900), dite Méry Laurent.
Méry Laurent fut la maîtresse du général Canrobert, gouverneur de Nancy, puis du richissime Thomas W. Evans, dentiste américain de la famille de Napoléon III[Laquelle ?] et grand collectionneur, et enfin de Stéphane Mallarmé. Amie et modèle du peintre dès 1876, elle acquiert ce tableau à la vente après sa mort et le lègue au musée de sa ville natale de Nancy, en faisant ainsi le premier Manet à entrer dans une collection publique de province (1905).
Plusieurs assiettes peintes par Manet et cuites par la sculptrice et céramiste Cornelia Marjolin-Scheffer (1830-1899), fille unique d'Ary Scheffer, ont décoré les murs de son appartement, selon Tabarant (p .71).

## Ouvrages
- Édouard Manet : souvenirs. édition L'Échoppe, Paris 1988.  (ISBN 2905657391)
- Les Beaux-Arts à l'Exposition de Londres. Imprimerie de A. Siret, La Rochelle 1862.
- Un Philosophe en voyage. sous le pseudonyme A. Barthélemy, Charpentier Libraire-Éditeur, Paris 1864.
- Chants populaires de la Grèce moderne. Th. Mercier Imprimeur, Niort 1866.
- Archives de l'Ouest 1789. Éditions Lacroix, Verboeckhoven et Cie, éditeurs, Paris 1867-1869 (5 volumes).
- Les Beaux-Arts en Province. Th. Mercier Imprimeur, Niort 1867.
- La Division de l’impôt. Librairie de Guillaumin et Cie, Paris 1869.
- Les Enseignements de l'histoire. Clouzot Éditeur/Armand-Le Chevalier, Niort/Paris 1870.
- La Révolution. Les préliminaires (1774-1789). Éditions Au bureau de l'Eclipse, Paris 1872.
- La Justice révolutionnaire à Niort, Ch. Reversé, Saint Maixent 1874 (2ème édition, 1re édition 1869)
- Commission d’enquête sur la situation des ouvriers et des industries d’art. Rapport de M. Antonin Proust. Imprimerie de A. Quantin, Paris 1884.
- Le Musée des Arts décoratifs. Librairie Ch. Delagrave, Paris 1887.
- Catalogue général officiel de l’exposition universelle internationale de 1889 à Paris, Beaux-Arts exposition centennale de l’art français, 1789-1889 (1889). Imprimerie L. Danel, Lille 1889.
- Exposition universelle internationale de 1889 à Paris. Exposition rétrospective de l'art français au Trocadéro 1889, Imprimerie L. Danel, Lille 1889.
- L'Art français, ouvrage collectif sous la direction d'A. Proust, Ludovic Baschet éditeur, Paris 1889.
- Le Salon de 1891. Boussod, Valadon et Cie Éditeurs, Paris 1891.
- L'Art sous la République. G. Charpentier et E. Fasquelle Éditeurs, Paris 1892.
- Le Salon de 1898. Jean Boussod, Manzi, Joyant et Cie, Paris 1898.
- Le Musée du Louvre. L’École moderne. Goupil et Cie, Paris 1898-1899.
- Le Salon de 1899. Goupil et Cie, Paris 1899.
- Édouard Manet, souvenirs. H. Laurens Éditeur, Paris 1913.